# نادي السويحلي
نادي السويحلي الرياضي، هو نادي كرة قدم ليبي يقع مقره في مدينة مصراتة، ليبيا. يلعب النادي في الدوري الليبي الممتاز.
الهداف التاريخي محمد بانغورا 80هدف.

## نبذة تاريخية
تأسس نادي السويحلي الليبي تحت مسمى نادي العمال بتاريخ 28-05-1944 وما لبت أن غير الاسم إلى نادي الإصلاح الرياضي بتاريخ 17-11-1944 ظل هذا الاسم إلى أن بدل مرة أخرى باسم نادي ذات الرمال سنة 30-06-1948 وهذا الاسم قد استبدل باسم نادي الأهلي المصراتي بتاريخ 17-9-1951 وفي سنة 1972 صدر قرار وزاري بتغيير أسماء الأندية المتشابهة واختير له مسميات ثلاث هي: العربي - الجماهير - السويحلي. ومنذ ذلك التاريخ يعرف النادي باسم نادي السويحلي الرياضي الثقافي الاجتماعي.
لدى السويحلي فرق تتنافس في رياضات مختلفة. فازت فرق السويحلي لكرة القدم وكرة الصالات والكرة الطائرة وكرة اليد وكرة السلة بالعديد من المسابقات الوطنية. احتل فريق السويحلي لكرة القدم المركز الرابع في موسم 2002–03، وقد أنهى النادي ذات مرة المركز الثاني في كأس ليبيا 2000، ليضمن التأهل إلى كأس الكؤوس العربية 2000، لكنه انسحب من الدور الأول.

## الفريق الأول
تشكيلة نادي السويحلي

ملاحظة: تشير الأعلام إلى المنتخب الوطني على النحو المحدد في قواعد الأهلية للفيفا. قد يحمل اللاعبون أكثر من جنسية واحدة غير تابعة للفيفا.
| الرقم | البلد | المركز | اللاعب         |
| ----- | ----- | ------ | -------------- |
| 1     | ليبيا | حارس   | محمود الفطيسي  |
| 2     | غينيا | مدافع  | محمد تيام      |
| 3     | تونس  | مدافع  | أنيس العازق    |
| 4     | تونس  | مدافع  | محمد الجديدي   |
| 5     | ليبيا | وسط    | عادل الذويب    |
| 6     | ليبيا | وسط    | حسين شكشاكة    |
| 7     | ليبيا | مهاجم  | حمدالله الشيخي |
| 8     | ليبيا | مهاجم  | محمد الغويل    |
| 9     | غينيا | وسط    | نابي سيلا      |
| 10    | ليبيا | وسط    | محمد المنقوش   |
| 11    | ليبيا | وسط    | مجدي سليمان    |
| 12    | ليبيا | حارس   | إدريس الطويل   |

| الرقم | البلد | المركز | اللاعب          |
| ----- | ----- | ------ | --------------- |
| 13    | غينيا | وسط    | تارنو تيقالو    |
| 14    | ليبيا | وسط    | علي الأحمر      |
| 15    | ليبيا | وسط    | أحمد الشلماني   |
| 16    | ليبيا | مدافع  | إبراهيم أبورويس |
| 17    | ليبيا | مدافع  | محمد شكلاوون    |
| 18    | ليبيا | مهاجم  | محمد الطناشي    |
| 19    | ليبيا | مهاجم  | علي القماطي     |
| 20    | ليبيا | مهاجم  | محمد قشيرة      |
| 21    | ليبيا | وسط    | محمد أبورويس    |
| 22    | ليبيا | حارس   | حسن أبوشرتيلا   |
| 23    | ليبيا | مهاجم  | إبراهيم الجارح  |
| 24    | ليبيا | وسط    | ربيع العجيل     |

## الرديف
تشكيلة نادي السويحلي(تحت21 سنة) للموسم 2008/2009م.

ملاحظة: تشير الأعلام إلى المنتخب الوطني على النحو المحدد في قواعد الأهلية للفيفا. قد يحمل اللاعبون أكثر من جنسية واحدة غير تابعة للفيفا.
| الرقم | البلد | المركز | اللاعب                  |
| ----- | ----- | ------ | ----------------------- |
| 1     | ليبيا | حارس   | يوسف إحويلي             |
| 2     | ليبيا | مدافع  | سليمان أبوزنداح         |
| 3     | ليبيا | مدافع  | أبوبكر الفقيه           |
| 4     | ليبيا | مدافع  | عبد الرحمن سالم التريكي |
| 5     | ليبيا | وسط    | محمد أبونخلة            |
| 6     | ليبيا | وسط    | مروان الزدام            |
| 7     | ليبيا | مهاجم  | أحمد الهمالي            |
| 8     | ليبيا | وسط    | محمد الغويل             |
| 9     | ليبيا | وسط    | أحمد الذويب             |
| 10    | ليبيا | وسط    | المكي صوفيا             |
| 11    | ليبيا | وسط    | خالد أبوالشرود          |
| 12    | ليبيا | حارس   | محسن كريشيدة            |

| الرقم | البلد | المركز | اللاعب                  |
| ----- | ----- | ------ | ----------------------- |
| 13    | ليبيا | وسط    | عبد الرحمن جمال التريكي |
| 14    | ليبيا | وسط    | بشير الشريف             |
| 15    | ليبيا | وسط    | عبد الله خرياط          |
| 16    | ليبيا | مدافع  | حمزة الأسطى             |
| 17    | ليبيا | مدافع  | عزالدين رجب             |
| 18    | ليبيا | مهاجم  | أكرم الكشة              |
| 19    | ليبيا | مدافع  | أحمد إسويب              |
| 20    | ليبيا | مهاجم  | مفتاح الشركسي           |
| 21    | ليبيا | وسط    | إحميدا أبورويس          |
| 22    | ليبيا | حارس   |                         |
| 23    | ليبيا | مدافع  | محمد إقلوص              |
| 24    | ليبيا | وسط    |                         |

## أبرز لاعبي الفريق
- أحمد البحواس (الشبير).
- صلاح شكشاكة.
- جمال درميش.
- جمال مفتاح المحيشي.
- عقيلة محمد نشوطة.
- صلاح أبو عائشة.
- نعيم الورفلي.
- المبروك المصراتي.
- يوسف محمد الضلعة.
- محمد التيكالي هامان.

- إبراهيم دغدنة.
- محمد العلواني.
- إبراهيم السباعي.
- عبد الهادي شكلاوون.
- عبد الله المغراوي.
- محمد الطيب كريم.
- عبد الحميد الأشهب.
- الصديق الغلاش.
- كريمّ الوش.
- محمد رجب قرمان.

- محمود الفرجاني.
- مفتاح جبريل.
- عبد الله المنقوش.
- الطاهر الهيشي.
- علي شقلوف.
- محمد عمران.
- يونس الحسين الشيباني.
- حسين شكشاكة.
- عثمان الفرجاني.
- أحمد إصميدة.
- محمد اعبيد

## الطاقم الإداري

### إدارة الفريق
- المدرب :  خميس العبيدي
- مساعد المدرب :  مصطفى عبيد
- إداري الفريق :  عادل العصاوي
- مدرب اللياقة :  رمضان الجطلاوي
- مدرب الحراس :  علي عبدالعاطي

## الألقاب والإنجازات
الدوري الليبي الدرجة الثانية
- البطل (12 مرة): 1965، 1967، 1969، 1971، 1973، 1975، 1979، 1982، 1988، 1990، 1992، 1996

كأس ليبيا
- البطل: 1999-2000 ، 1993-1994
- الدوري الليبي الممتاز
- البطل (1) 2016

## الأنشطة الرياضية الأخرى

### فريق السويحلي لكرة الطائرة
تعد طائرة السويحلي من أفضل فرق الطائرة في ليبيا إن لم يكن أفضلها على الإطلاق ويتمتع بشهرة كبيرة واسعة. ولعل ما يؤكد ذلك هو تواجد أبناء مصراته دوماً في مقدمة اللاعبين المستدعيين لقائمة المنتخبات الوطنية.
أحرز فريق السويحلي لكرة الطائرة بطولة ليبيا لكرة الطائرة خمس مرات كما يلي:
- 90/1991 السويحلى
- 96/1997 السويحلي
- 98/1999 السويحلي
- 01/2002 السويحلي
- 03/2004 السويحلي
- 07/2006 السويحلي بطلاً لمسابقة كأس الفاتح.
- شارك في البطولة العربية للأندية البطلة لكرة الطائرة في القاهرة في موسم 2004/2005 وحقق المركز التاسع من أصل 15 فريقاًََ.
- 2008 السويحلي يتحصل على الترتيب الرابع في البطولة الأفريقية للأندية البطلة لكرة الطائرة المقامة في مدينة مصراته.
- 2024 حقق المركز الأول في البطولة العربية للكرة الطائرة في نسختها 48 التي أقيمت في الأردن.[1]